# تامارا تودوسکا
تامارا تودوسکا (به انگلیسی: Tamara Todevska) (زاده ۱ ژوئن ۱۹۸۵) خواننده اهل مقدونیه است.
او نماینده مقدونیه در مسابقه آواز یوروویژن ۲۰۰۸ و مسابقه آواز یوروویژن ۲۰۱۹ بود .